# Роберт Брайан Відбін
Роберт Брайан Відбін — штатний професор з вивчення Старого Заповіту, Теологічна семінарія Альянс

## Освіта
1985 Університет Брендейс (Старий Заповіт / Античний Близький Схід)
Доктор філософії
1981 Університет Брендейс
Магістр
1977 Євангелічна теологічна семінарія Триніті (Трійці) (Біблійні студії, переважно вивчення Старого Заповіту)
Магістр теології
1976 Євангелічна теологічна семінарія Триніті (Трійці)
Магістр практичної теології
1971 Університет Джона Брауна (подвійна спеціалізація у Соціальних науках та Біблійних студіях)
Бакалавр
Додаткове навчання: Гарвардський Університет (1983-84)

## Академічні посади
1985-2003 Віце-президент та декан, Теологічна семінарія Альянс. Наякський коледж, Наяк, Нью-Йорк
1994–1995 Гостьовий професор з Біблійних та Релігійних студій, Коледж Кінга, Брістоль, Теннессі
1992 — до сьогодні Штатний професор з вивчення Старого Заповіту, Теологічна семінарія Альянс. Наякський коледж, Наяк, Нью-Йорк
1989–1990 Гостьовий професор з вивчення Старого Заповіту, Теологічна семінарія Альянс, Маніла, Філіппінські острови
1988–1992 Доцент (Associate Professor) з вивчення Старого Заповіту, Теологічна семінарія Альянс
1985–1985 Доцент (Associate Professor) з вивчення Старого Заповіту, Теологічна семінарія Альянс
1982–1985 Викладач Семітських мов та літератури, Університет Брендейс у місті Волтам, Массачусетс. Основний лектор з питань Арабської мови та Ісламської цивілізації. Гід та викладач, уповноважений державою Ізраїль. Служіння «Байблсеттингс Міністрі» («Біблія в культурно-історичному контексті») --

## Основні публікації
Очікується у Лютому 2016 -го «Вступ до Другої Книги Царств», у NIV (видання Нова Міжнародна Версія) Божа Справедливість: Свята Біблія. Розквіт Творіння та Поразка Зла, Гранд Рапідс, Мічиган: Zondervan/Biblica-International Bible Society
2012 «Перший Завіт в Історичному та Культурному контексті», Lulu.com
2012 Псалми. Lulu.com
1996 «Центральна структура у центрі Пророцтв Амосса», Йди на Землю і Я покажу Тобі: Festschrift Dwight W. Young, під редакцією Йозефа Коулсона та Віктора Метьюса. Озеро Вайнона, Індіана: Eisenbrauns, сторінки 177—192.
1991 «Чи можливе Спасіння Людей за межами Ізраїльської Угоди?», у Не з власної провини? Доля Тих, Хто Ніколи Не Чув, під редакцією W.V. Crockett and J.G. Sigountos, Гранд Рапідс: Бейкер
1979, передрук у 1982 Студентський Список Словників з Сучасних Стандартів Арабської, Університет Брендейс
1979 Граматичний Помічник у Сучасних Стандартах Арабської, Університет Брендейс

## Професійні спільноти
(1983 — …) Товариство Біблійної Літератури
(1989 — …) Інститут Біблійних Досліджень

## Основні нагороди
- Товариство CASA (Центр закордонних студій з вивчення арабської), Університет Мічигану, дозволено викладати Єгипетсько-арабський діалект в

Американському Університеті у Каїрі, 1979 р.
- Товариство Глікмана (Glickman Fellowship), Товариство Лоуна (Lown Fellowship), Університет Брендейс, 1979-1982 рр.